# 1844 en Belgique
Chronologie de la Belgique
- 1840
- 1841
- 1842
- 1843
- 1844
- 1845
- 1846
- 1847
- 1848

Cette page recense des événements qui se sont produits durant l'année 1844 en Belgique.

## Événements
- Création du néologisme « Wallonie » par l'écrivain Joseph Grandgagnage[1].
- 1er janvier
  - Lancement du journal Vlaemsch België (« Belgique flamande »), titre de presse politique néerlandophone.
  - L'orthographe néerlandaise est fixée par arrêté royal[1].

## Culture

### Musique
- Joseph Mattau invente un instrument de musique constitué de verres à pied, le « mattauphone ».

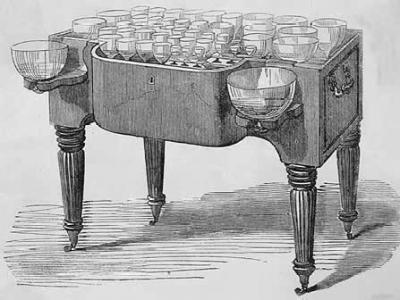
Un mattauphone.

### Peinture

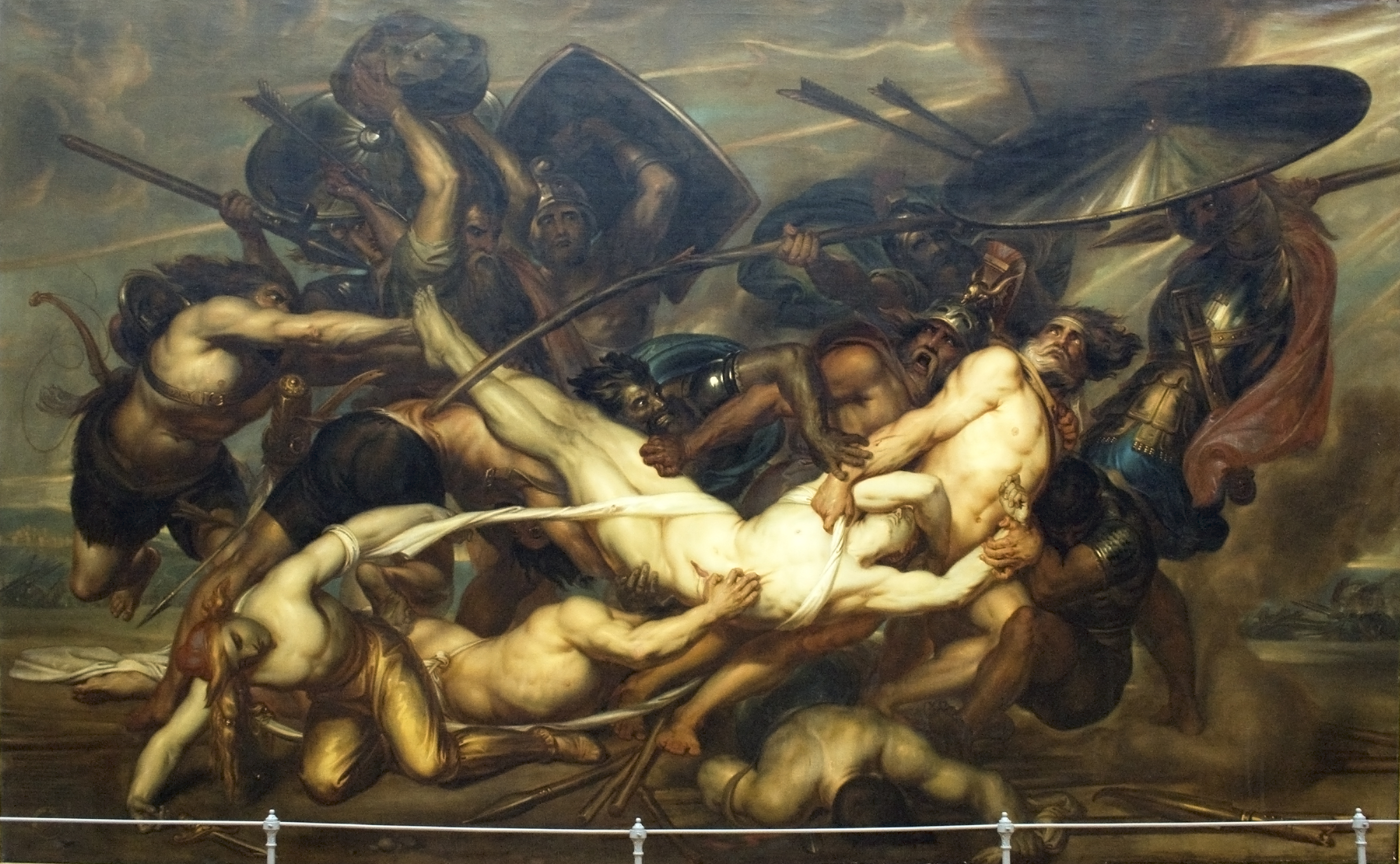
Les Grecs et les Troyens se disputant le corps de Patrocle (Antoine Wiertz)
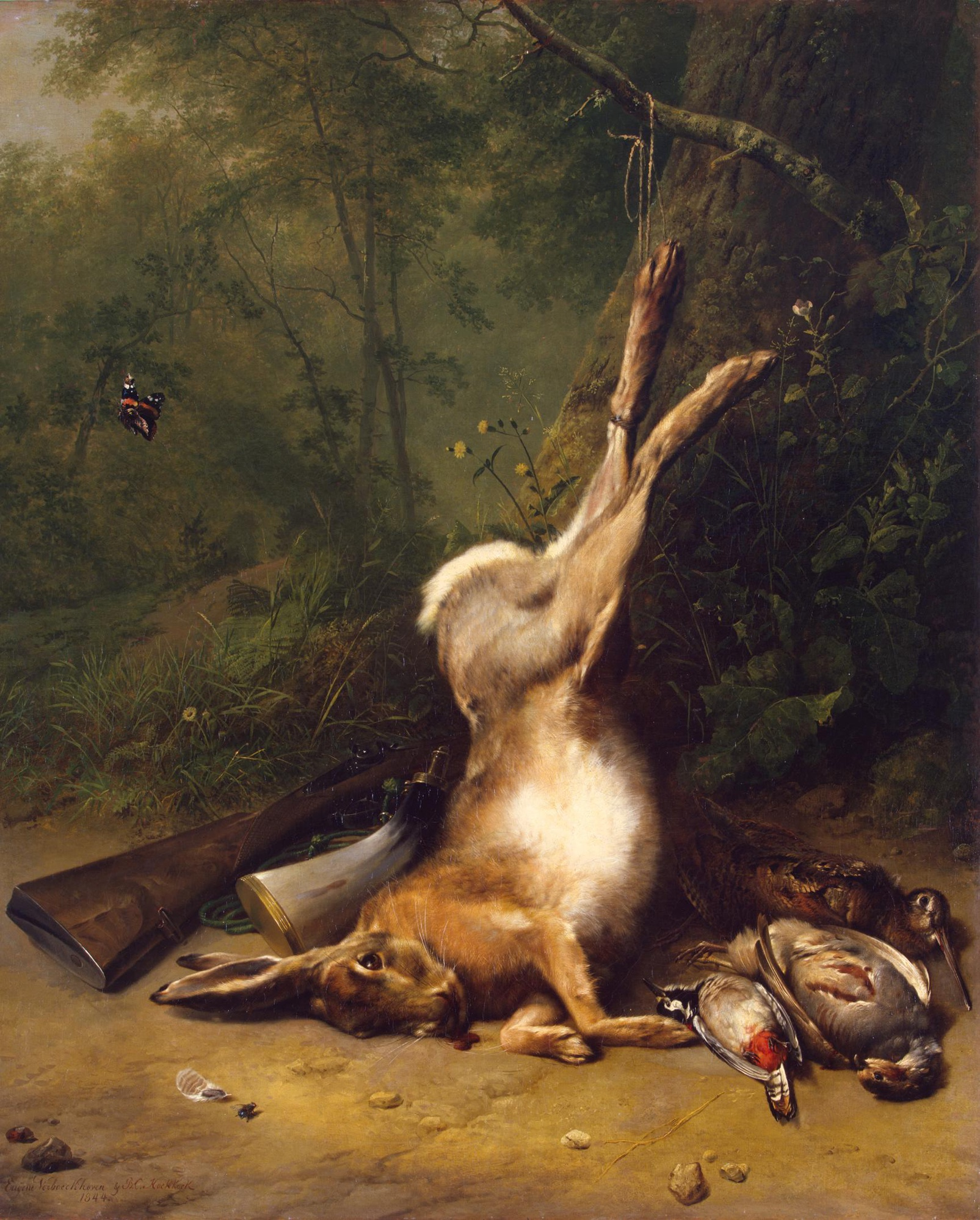
Nature morte au lièvre (Eugène Verboeckhoven)

## Sciences
- Mathématiques : conjecture de Catalan.

## Naissances
- 24 mars : Camille Lemonnier, romancier, conteur, nouvelliste, essayiste († 13 juin 1913).
- 10 avril : Jules de Burlet, homme politique († 1er mars 1897).